# Roger Devos
Roger Devos, né le 10 mai 1927 à Dunkerque et mort le 22 juillet 1995 en Haute-Saône, est un prêtre, archiviste, historien et professeur français. Il s'est spécialisé dans l'histoire religieuse et l'histoire de la Savoie.

## Biographie
Roger Devos est né 10 mai 1927 à Dunkerque,,. Il passe la majeure partie de sa jeunesse dans les Alpes, dans le département de la Haute-Savoie. Il s'y installe définitivement à l'âge adulte.

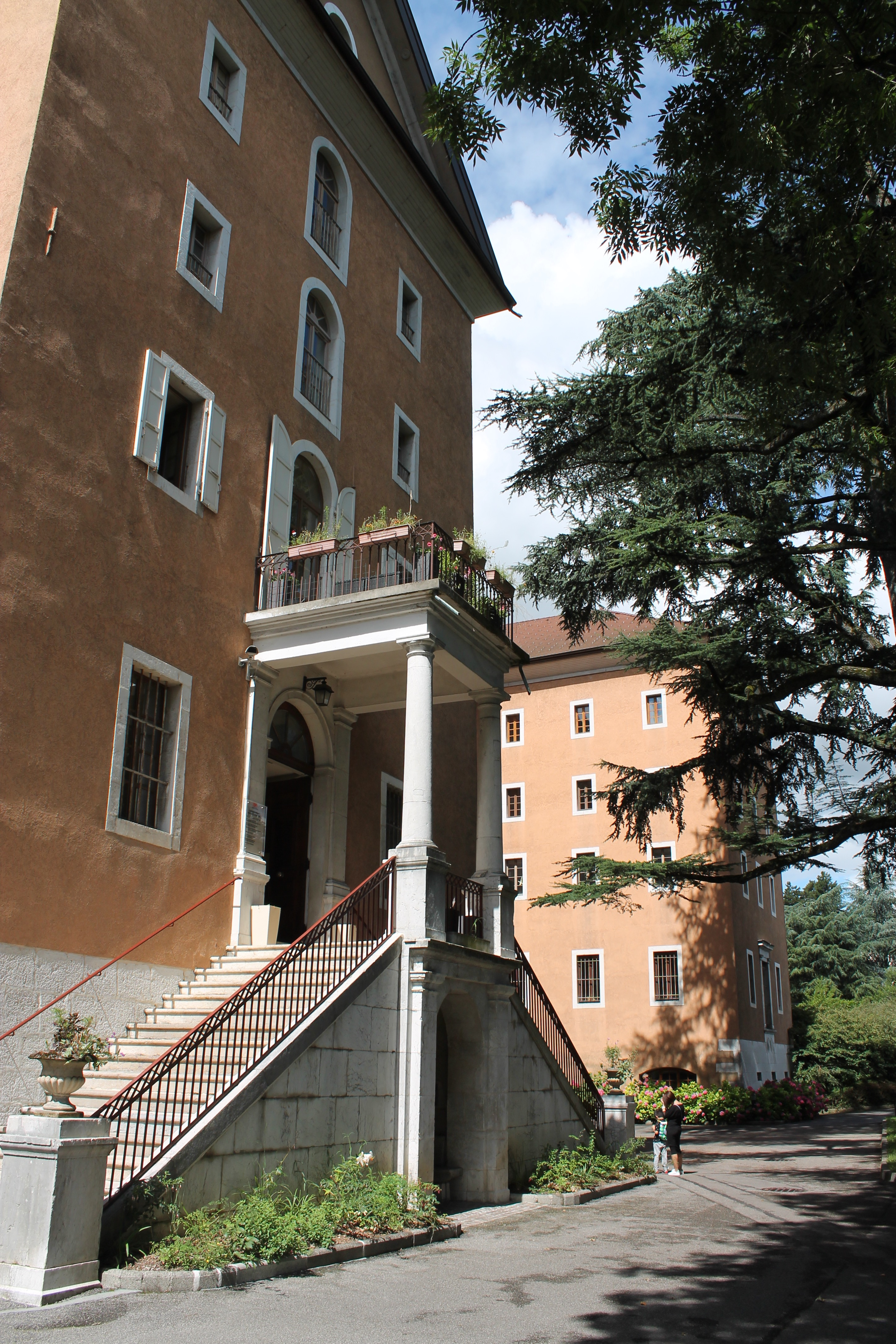
grand séminaire d'Annecy, bâtiments des, de style néoclassique sarde. Acquis par le département de la Haute-Savoie en 1973.

Il est ordonné prêtre en 1951 du diocèse d'Annecy. Il entreprend des études de théologie dans les Facultés catholiques de Lyon. Durant la première partie des années 1950, il devient directeur du Grand Séminaire d'Annecy. Il enseigne « la théologie dogmatique et l'histoire moderne dans une institution en mutation »,. Responsable de la bibliothèque, il fait transférer les fonds aux Archives départementales de la Haute-Savoie.
À partir du début des années 1990, il devient chargé de cours à l'Université de Savoie et archiviste aux Archives départementales de la Haute-Savoie. Il y donne des cours d'initiation à la généalogie, notamment avec le Centre Généalogique de Savoie jusqu'en 1994.
Spécialisé dans l'étude de l'histoire de la Savoie, il appartient à diverses sociétés savantes locales : l'Académie salésienne, dont il est le président de 1972 à 1979 (démission) ; l'Académie florimontane ; les Amis du Vieil Annecy et il est membre agrégé de l'Académie des sciences, belles-lettres et arts de Savoie.
Il participe notamment à la de Revue savoisienne ou au Monde alpin et rhodanien.
Roger Devos meurt le 22 juillet 1995, en Haute-Saône.

## Publications
- « Archives de la famille de Gerbais de Sonnaz d'Habères », Archives départementales de la Haute-Savoie.
- Vie et traditions populaires savoyardes : Faucigny, Genevois, Tarentaise, Maurienne, Combe de Savoie, Éditions Horvath, 1991, 191 p. (ISBN 978-2-7171-0519-3), p. 20.
- Henri Baud (éditeur scientifique), Louis Binz (contributeur), Robert Brunel (contributeur), Paul Coutin (contributeur), Roger Devos (contributeur), Paul Guichonnet (contributeur), Jean-Yves Mariotte (contributeur) et Jean Sauvage (contributeur), Le Diocèse de Genève-Annecy, Paris, Editions Beauchesne, coll. « Histoire des diocèses de France », 1985, 331 p. (ISBN 2-7010-1112-4, BNF 34842416, lire en ligne).
- avec Bernard Grosperrin, Histoire de la Savoie : La Savoie de la Réforme à la Révolution française, Rennes, Ouest France Université, 1985
- avec Pierre Broise, Histoire d'Ugine, vol. 48, Académie salésienne, 1975, 532 p..
- L'origine sociale des Visitandines d'Annecy aux XVIIe et XVIIIe siècles. Vie religieuse féminine et société, Académie salésienne, Annecy, 1973, 325 pages.
- Sainte Jeanne de Chantal et la Visitation, 1972.
- avec André Ravier, Saint François de Sales - Œuvres, Gallimard, coll. Bibliothèque de la Pléiade, 1969.
- Saint François de Sales par les témoins de sa vie, Annecy, Gardet, 1967